# Гноцгайм
Гноцгайм (нім. Gnotzheim) — громада в Німеччині, розташована в землі Баварія. Підпорядковується адміністративному округу Середня Франконія. Входить до складу району Вайсенбург-Гунценгаузен. Складова частина об'єднання громад Ганенкамм.
Площа — 12,48 км2. Населення становить 823 ос. (станом на 31 грудня 2020).

## Галерея

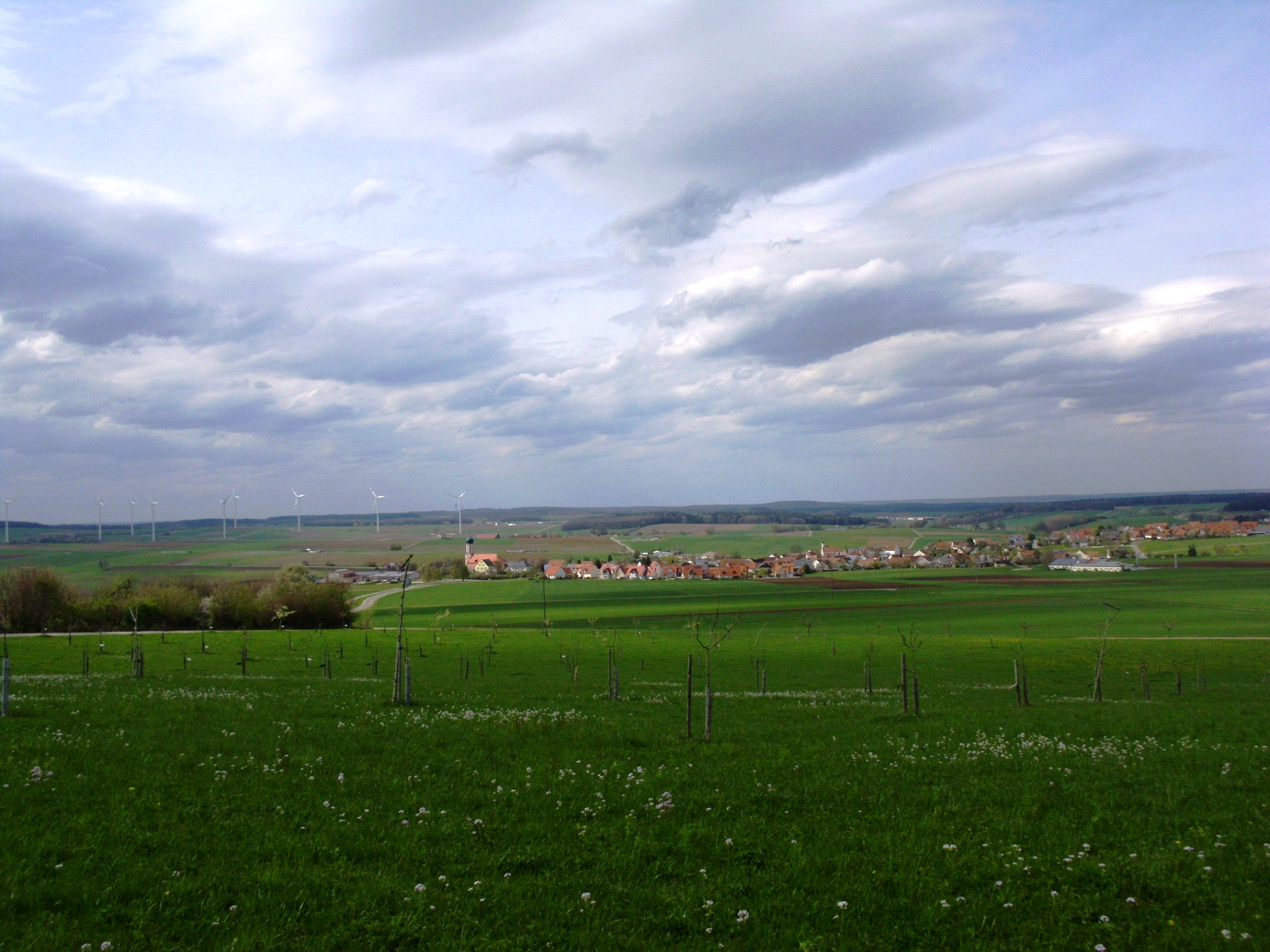
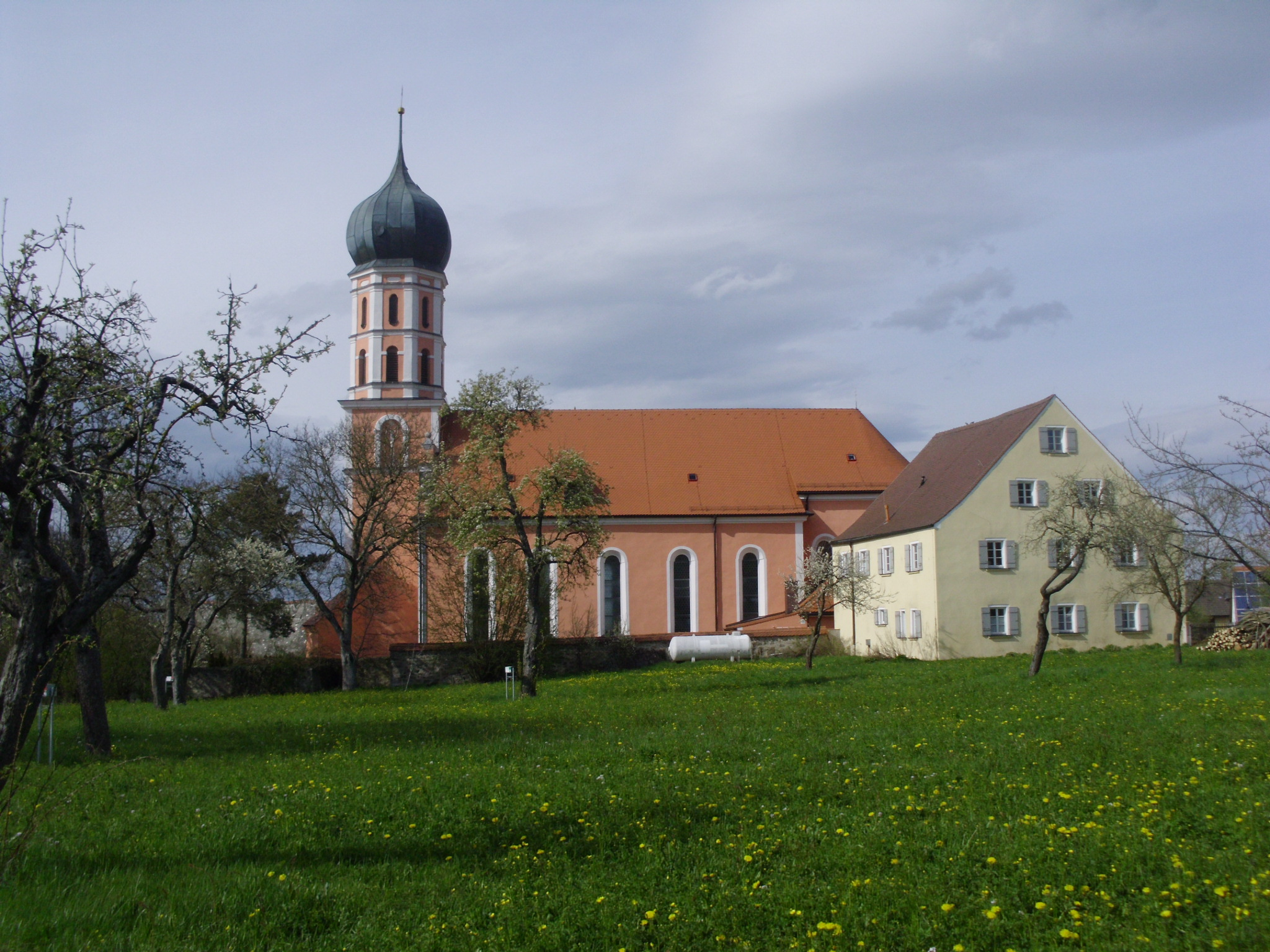
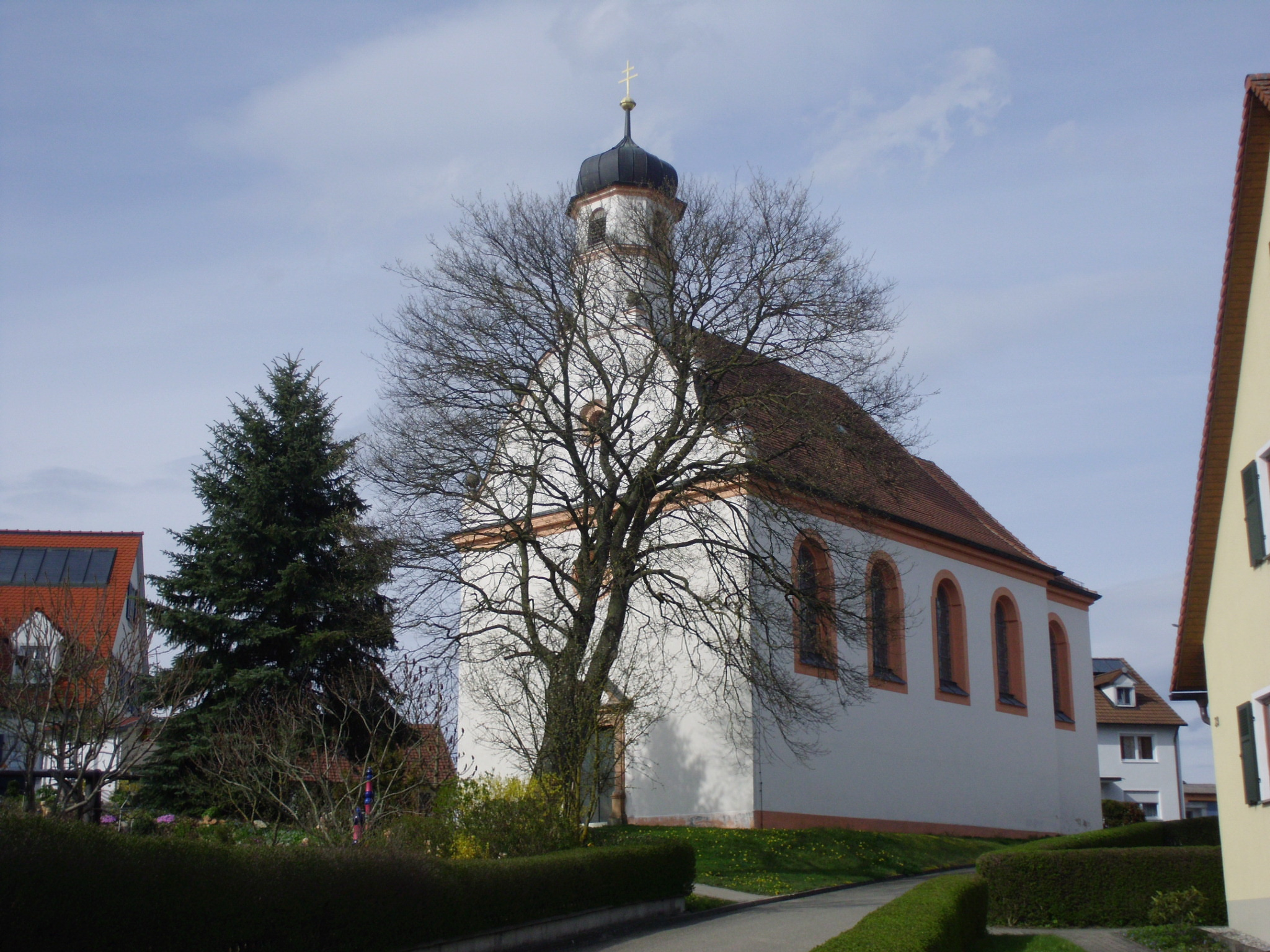
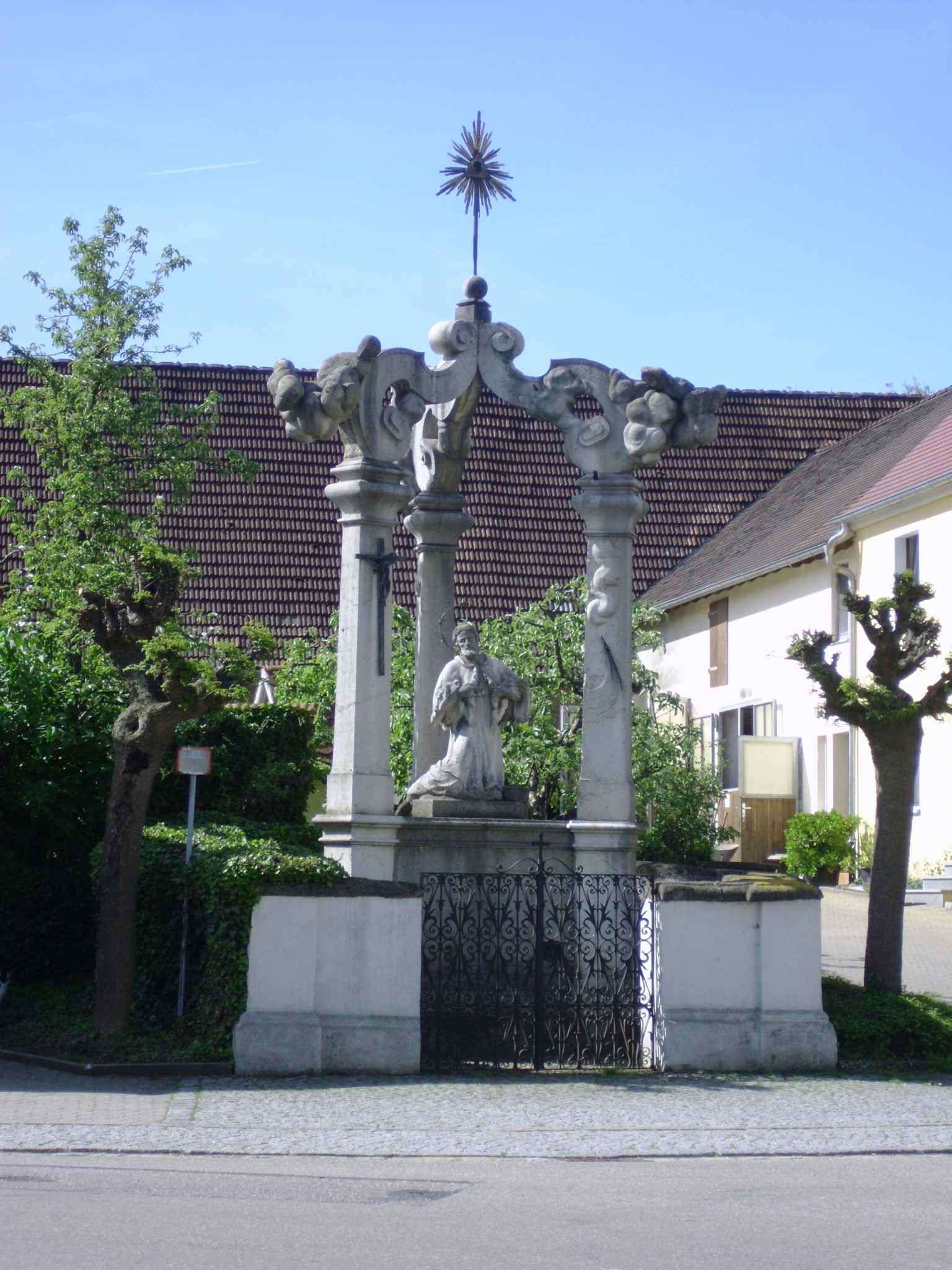
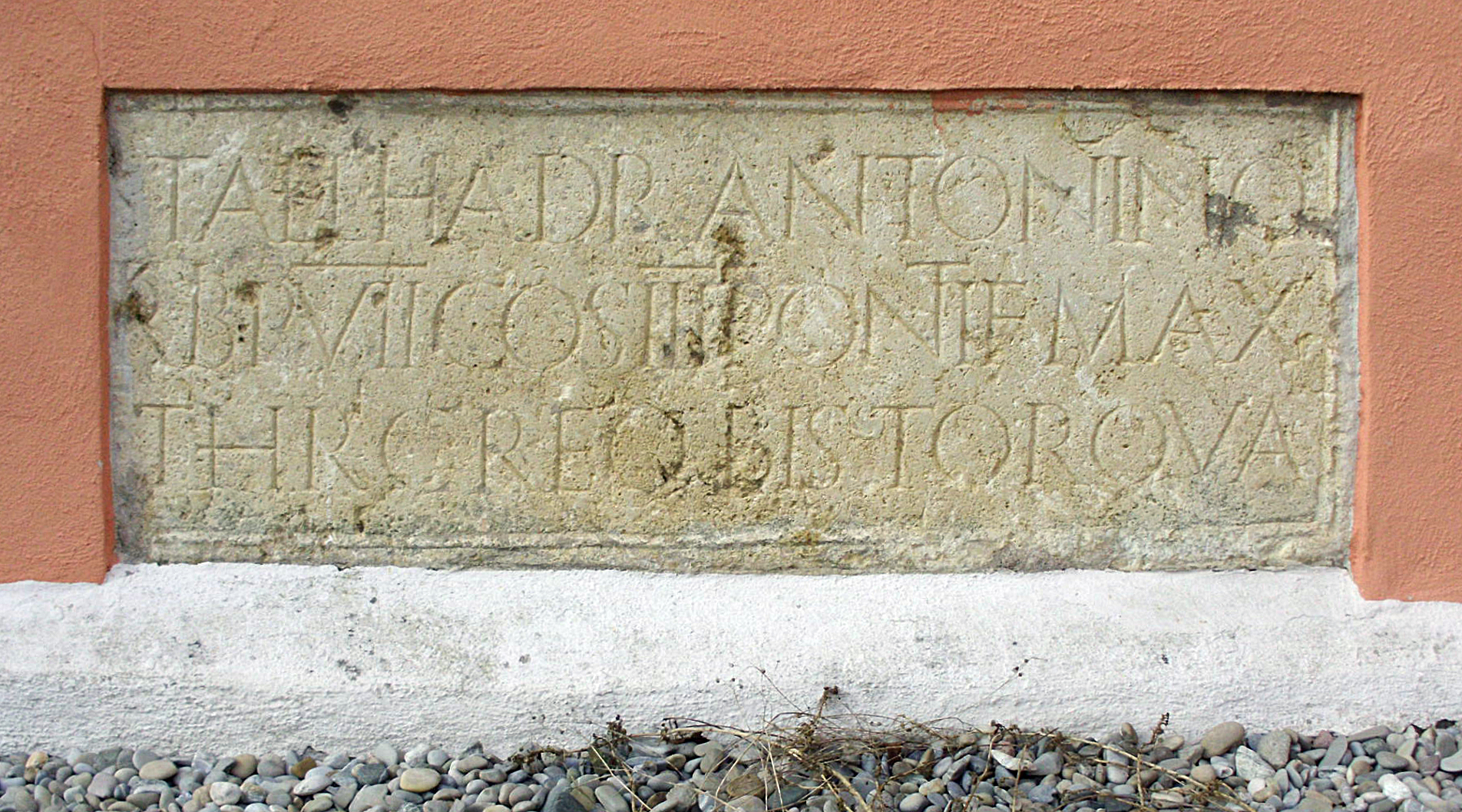